# El filibusterismo
El filibusterismo è uno dei romanzi più conosciuti di José Rizal, pubblicato nel 1891. L'opera non è stata tradotta in italiano.
Il racconto narra la storia di Simoun, la reincarnazione di Crisóstomo Ibarra, protagonista di Noli me tangere.

## Personaggi
Di seguito sono riportati i personaggi principali.
- Simoun - Crisóstomo Ibarra reincarnato nei panni di un ricco gioielliere, deciso ad iniziare una rivoluzione.
- Basilio - figlio di Sisa e aspirante dottore.
- Isagani - poeta e migliore amico di Basilio; emozionale e reattivo; fidanzato di Paulita Gómez prima di cedere il posto a Juanito Peláez
- Kabesang Tales - Telesforo Juan de Dios, un ex cabeza de barangay (capo del barangay).
- Don Custodio - Custodio de Salazar y Sánchez de Monteredondo, un famoso "giornalista". *Paulita Gómez - fidanzata di Isagani e nipote di Doña Victorina. Alla fine del romanzo si sposa con Juanito Peláez, lasciando Isagani poiché credeva che non avrebbe avuto un bel futuro con lui
- Padre Florentino - un prete secolare. Era in procinto di sposarsi ma ha deciso di diventare un prete.
- Juli - Juliana de Dios, fidanzata di Basilio e figlia più giovane di Kabesang Tales.
- Ben Zayb - il suo vero nome è Abraham Ibañez. Giornalista che crede di essere l'unico a "pensare" nelle Filippine.
- Placido Penitente - studente dell'Università di Santo Tomás.
- Quiroga - uomo d'affari cinese e amico di Simoun.
- Tandang Selo - padre di Kabesang Tales. Ha cresciuto Basilio dopo la morte di Sisa.
- Padre Fernandez - prete e amico di Isagani.
- Attorney Pasta - un avvocato di Manila.
- Captaino-Generale (nessun nome specifico) - il più potente ufficiale delle Filippine.
- Padre Sibyla- Hernando de la Sibyla, frate filippino e vice-rettore dell'Università di Santo Tomas.